# 刘庄镇 (盐城市)
刘庄镇，是中华人民共和国江苏省盐城市大丰区下辖的一个乡镇级行政单位。

## 行政区划
刘庄镇下辖以下地区：
东方红社区、紫林社区、红旗社区、三圩社区、云溪社区、光荣村、龙心村、竞赛村、新桥村、友谊村、东联村、东方村、良好村、民主村、建成村、润民村和胜利村。